# コマンダン・レルミニエ (通報艦)
コマンダン・レルミニエ（フランス語：Commandant l'Herminier, F 791）は、フランス海軍のデスティエンヌ・ドルヴ級通報艦11番艦。艦名は第二次世界大戦で活躍したジャン・レルミニエ海軍大佐（fr:Jean l'Herminier）に由来する。

## 艦歴
「コマンダン・レルミニエ」は、DCNロリアン工廠で建造され1979年5月29日に起工、1981年3月7日に進水、1986年1月19日に就役する。
1987年10月9日にアジャクシオと命名都市の関係を結んでいる。「コマンダン・レルミニエ」は海外領土や経済水域の警備の他に、潜水艦部隊の支援や法執行活動および救難を担当し海洋における諸任務に当たる。
1999年8月下旬、「D643 ジャン・ド・ヴィエンヌ」と共にトゥーロンを出港しイギリス・エディンバラ港に向かい、9月に行なわれるノーザン・ライト99演習（Northern Light 99）に参加する。2000年6月、コートジボワールやトーゴ・ロメに寄港、7月17日にはガボン・リーブルヴィルに寄港し、その後ベナン・コトヌーに寄港する。
2001年10月には不朽の自由作戦に参加するため補給艦「ヴァール」と「F712 クールベ」と共にインド洋に展開する。2002年11月から2003年4月までヘラクレス作戦のためアラビア海に展開し、2003年10月には2ヶ月間にわたる近代化改修工事が開始される。
2004年4月から7月まではコルンベ77任務（Corymbe 77）のため西アフリカ諸国のベナン、トーゴ、ギニアを訪問する。2007年1月から4月にかけてコルンベ88任務のため西アフリカのトーゴ、ベニン、ガボン、カメルーン、セネガルおよびナイジェリア・ラゴスなど11カ国13箇所を訪問する。2009年5月には修理のため長期間入渠する。